# Ралли Сан-Ремо 1969
Ралли Сан-Ремо 1969 года (официально Rally Sanremo 1969) — второй этап чемпионата Европы по ралли, проходивший с 5 по 9 марта. Это 9-е Ралли Сан-Ремо в истории. На старт вышло 89 экипажей и 26 из них финишировали.

## Результаты

### Турнирная таблица
| Место | Пилот              | Штурман              | Автомобиль                 |
| ----- | ------------------ | -------------------- | -------------------------- |
| 1     | Харри Чельстрём    | Гуннар Хёггбом       | Lancia Fulvia 1.3 Coupé HF |
| 2     | Рауно Аалтонен     | Генри Лиддон         | Lancia Fulvia              |
| 3     | Серджио Барбасио   | Марио Маннуччи       | Lancia Fulvia              |
| 4     | Луиджи Тарамаццо   | Луиджи Песко         | Porsche 911 S              |
| 5     | Джовика Паликович  | Даниэль Одетто       | Porsche 911 L              |
| 6     | Арнальдо Каваллари | Данте Салвей         | Lancia Fulvia              |
| 7     | Кристиано Раттацци | Лука ди Монтедземоло | Fiat 124 Special           |
| 8     | Альберто Смания    | Джузеппе Занчетти    | Fiat 125 S                 |
| 9     | Лючиано Тромботто  | Франческо Боссола    | Fiat 124 Spider            |
| 10    | Роджер Кларк       | Джим Портер          | Ford Escort Twin Cam       |

### Сходы
Неполный список
| Пилот                | Штурман          | Автомобиль           | Причина            |
| -------------------- | ---------------- | -------------------- | ------------------ |
| Ханну Миккола        | Майк Вуд         | Ford Escort Twin Cam | Авария             |
| Сандро Мунари        | Джон Дэвенпорт   | Lancia Fulvia        | Рулевое управление |
| Собеслав Засада      | Рышард Новицкий  | Porsche 911 S        | Подвеска           |
| Альчиде Паганелли    | Нинни Руссо      | Lancia Fulvia        |                    |
| Джулио Бизулли       | Артуро Занукколи | Fiat 124 S           |                    |
| Амилькар Баллестьери | Гелиос Заппелла  | Lancia Fulvia        |                    |